# レネ・アルバラード
レネ・アルバラード（Rene Alvarado、1989年2月15日 - ）は、ニカラグアのプロボクサー。マナグア出身。元WBA世界スーパーフェザー級王者。
兄は元IBF世界ライトフライ級王者のフェリックス・アルバラード 。

## 来歴
2008年5月2日、プロデビュー。
2013年1月24日、パナマシティのホテル・RIUでジェスレル・コラレスと対戦し、6回0-3(56-59×3)の判定負けを喫した。
2014年2月15日、ハリスコ州プエルト・バヤルタのセントロ・インテルナシオナル・デ・コンベンシオネスでWBCフェザー級シルバー王者のロビンソン・カステジャノスとWBCシルバー同級タイトルマッチを行い、9回1分59秒TKO勝ちを収め王座を獲得した。
2014年2月24日、オスカー・デ・ラ・ホーヤ率いるゴールデンボーイ・プロモーションズと契約した。
2014年5月26日、テキサス州エルパソのフォート・ブリッス・アリーナでロッキー・ファレスとWBCシルバーフェザー級タイトルマッチを行うも、12回0-3（112-116×2、111-117）の判定負けを喫し初防衛に失敗、王座から陥落した。
2014年10月11日、カンクンのオアシス・ホテル・コンプレックスでWBCインターナショナルスーパーフェザー級シルバー王者ファン・パブロ・サンチェスとWBCインターナショナルシルバー同級タイトルマッチを行い、12回3-0（116-112×2、115-113）の判定勝ちを収め王座を獲得した。
2015年7月11日、ロサンゼルスのロサンゼルス・メモリアル・スポーツ・アリーナでジョセフ・ディアスと対戦し、10回0-3（91-98、93-96、94-95）の判定負けを喫した。
2015年12月18日、インディオのファンタジー・スプリングス・リゾート・カジノでアンドリュー・カンシオと対戦し、8回2分41秒KO負けを喫した。
2016年4月1日、ロサンゼルスのベラスコ・シアターでマヌエル・アヴィラと対戦し、10回0-3（93-97×2、90-100）の判定負けを喫した。
2017年3月11日、ニューヨーク州ヴェローナのターニング・ストーン・リゾート・アンド・カジノで元世界3階級制覇王者のユリオルキス・ガンボアと対戦し、10回0-3（2者が92-97、93-97）の判定負けを喫した。
2017年7月14日、ロサンゼルスのベラスコ・シアターでロジャー・グティエレスと対戦し、7回1分33秒KO勝ちを収めた。
2017年12月19日、ラスベガスのマンダレイ・ベイ・イベント・センターでデニス・シャフィコフと対戦し、10回2-1（94-95、96-93、96-94）の判定勝ちを収めた。
2018年12月8日、ファンタジー・スプリングス・リゾート・カジノでカルロス・モラレスとWBA世界スーパーフェザー級挑戦者決定戦を行い、12回3-0（117-111、116-112、115-113）の判定勝ちを収めアルベルト・マチャドへの挑戦権を獲得した。
2019年11月23日、ファンタジー・スプリングス・リゾート・カジノでWBA世界スーパーフェザー級レギュラー王者アンドリュー・カンシオと4年ぶりに再戦し、7回終了時TKO勝ちを収め王座を獲得した。この試合でカンシオは20万ドル（2200万円）のファイトマネーを稼いだ。
2020年4月25日、ファンタジー・スプリングス・リゾート・カジノでWBA世界スーパーフェザー級2位のロジャー・グティエレスと2年振りの再戦を行うことが決まっていたが新型コロナウイルスの影響で試合延期になった。
2021年1月2日、約1年1カ月ぶりの試合としてテキサス州ダラスのアメリカン・エアラインズ・センターでロジャー・グティエレスと再戦し、判定負けで防衛に失敗し王座から陥落した。
2021年8月14日、テキサス州フリスコのフォード・センターでWBA世界スーパーフェザー級レギュラー王者ロジャー・グティエレスとダイレクトリマッチで再戦し、判定負けで王座返り咲きに失敗した。
2024年12月31日、日本のリングに初登場。大田区総合体育館でWBA世界スーパーフェザー級挑戦者決定戦としてWBA世界同級9位および元OPBF東洋太平洋フェザー級王者の堤駿斗と対戦するも、8回1分55秒TKO負けを喫し王者のラモン・ローチ・ジュニアへの挑戦権を獲得できず、試合後の会見でアルバラードは堤を「すばらしい才能を感じた。世界王者になる素質がある」と称賛し、「とてもスピードがある選手で、スピードについていけなかった。迷いが生じた」と敗北を認めた。

## 獲得タイトル
- ニカラグアスーパーバンタム級王座
- WBCフェザー級シルバー王座
- WBCインターナショナルスーパーフェザー級シルバー王座
- WBA世界スーパーフェザー級レギュラー王座（防衛0）